# Petrotó (ort i Grekland, Mellersta Makedonien)
Petrotó är en ort i Grekland.   Den ligger i prefekturen Nomós Thessaloníkis och regionen Mellersta Makedonien, i den norra delen av landet, 300 km norr om huvudstaden Aten. Petrotó ligger 73 meter över havet och antalet invånare är 232.
Terrängen runt Petrotó är kuperad åt sydost, men åt nordväst är den platt. Runt Petrotó är det ganska tätbefolkat, med 214 invånare per kvadratkilometer. Närmaste större samhälle är Thessaloníki, 19,6 km söder om Petrotó. Trakten runt Petrotó består till största delen av jordbruksmark.